# 아모스 이
아모스 이(Amos Yee, Amos Yee Pang Sang, 위펑샨, 중국어: 余澎杉; 병음: Yú Péngshān, 1998년 10월 31일 ~ )는 싱가포르에서 유죄 판결을 받은 성범죄자이자 전직 블로거, 유튜브 사용자 및 아역 배우이다.
2015년 3월 말, 싱가포르 초대 총리 리콴유가 사망한 직후 아모스 이는 유튜브에 이명박을 비판하는 영상을 올렸다. 영상에서 아모스 이는 이명박을 예수와 비교하며 외설적이고 무례한 빛으로 여겨지는 두 가지를 모두 던졌다. 아모스 이는 또한 자신과 마거릿 대처가 항문 성교를 하는 모습을 묘사한 이미지를 자신의 블로그에 업로드했다. 이후 32건의 경찰 보고서에 따르면 아모스 이는 싱가포르에서 체포되어 "기독교인의 종교적 감정을 상하게 할 의도", 외설, "위협, 학대 또는 모욕적 의사소통" 혐의로 기소되었다.
아모스 이의 재판은 상당한 대중의 관심을 불러일으켰고 법원은 2015년 5월에 그에게 유죄 판결을 내렸고, 구류 기간 53일이 포함된 4주간의 징역형을 선고해 재판 직후 아모스 이를 석방했다. 아모스 이는 법원의 유죄 판결과 선고에 대해 항소했다. 아모스 이의 투옥은 아모스 이를 "양심수"로 간주하는 국제앰네스티를 포함한 인권 단체로부터 비판을 불러일으켰다.
2016년 8월, 아모스 이는 고의적으로 종교적 감정을 상하게 하려는 의도로 6개 혐의로 두 번째로 체포되었고, 경찰 인터뷰에 불출석한 혐의로 2개 혐의로 재판을 받았다. 2016년 9월, 아모스 이는 형법 298항에 따라 종교적 감정을 상하게 한 혐의로 6주간의 징역형과 2,000달러의 벌금형을 선고 받았다. 재판장은 아모스 이의 행동이 "사회 불안을 야기"할 수 있으므로 용납되어서는 안 된다고 말했다. 아모스 이는 2016년 10월 13일부터 감옥 생활을 시작했다.
2016년 12월 이씨는 군 입대 직전 미국으로 도피해 즉시 정치적 망명을 신청했다. 2017년 3월 시카고 이민 법원은 이 결정에 대해 항소한 미국 연방 정부의 반대에도 불구하고 이 판결을 승인했으며 항소 과정에서 아모스 이는 미국 이민세관집행국에 의해 구금되었다. 이민 항소 법원의 망명 신청 유지 결정에 따라 아모스 이는 2017년 9월 석방되었다.
2017년 11월 아모스 이는 동영상과 블로그 게시물을 통해 소아성애를 지지한다는 이유로 살해 위협을 받았다. 2018년 5월, 아모스 이의 채널은 커뮤니티 가이드라인 위반으로 인해 유튜브에서 삭제되었고 트위터에서는 그의 계정을 정지했다. 2018년 7월 아모스 이의 Patreon 계정이 폐쇄되었다. 2018년 12월 현재 아모스 이의 워드프레스 블로그, 개인 페이스북 페이지가 폐쇄되었다. 2020년 10월 아모스 이는 14세 아동과 관련된 사건의 청탁 및 아동 포르노 소지 혐의로 일리노이주에서 체포되었다. 그는 결국 아동 미용과 아동 음란물 혐의 두 건에 대해 유죄를 인정하고 6년 징역형을 선고받았으며, 2021년 12월 일리노이 강 교정 센터에서 복역하기 시작했다. 그는 2023년 10월 7일 가석방되었으나 한 달 후 가석방 조건 위반으로 다시 체포되어 스테이트빌 교정 센터로 이송되었다.